# ستيوارت غراي (لاعب كرة قدم بريطاني)
ستيوارت غراي (بالإنجليزية: Stewart Gray)‏ هو لاعب كرة قدم بريطاني في مركز الدفاع، ولد في 16 أكتوبر 1950 في دونكاستر في المملكة المتحدة. لعب مع غريمسبي تاون.